# Флорес, Хосе (актёр)
Хосе Флорес по прозвищу «Джаггер» (исп. Jose Flores, conocido como Jagger) (1957, Тихуана, Мексика — 16 октября 1997, Мехико, Мексика) — известный мексиканский актёр театра и кино.

## Биография
Родился в 1957 году в Тихуане. В кинематографе дебютировал в 1972 году и с тех пор снялся в 18 работах в кино и телесериалах. Актёр прожил недолгую, но плодотворную яркую насыщенную жизнь. В 1979 году снялся в культовом телесериале Богатые тоже плачут, где он сыграл роль Кике. В 1981 году он сыграл свою самую лучшую роль, роль Джаггера в мексиканском комедийном телесериале Cachún cachún ra ra!, после исполнения которой имя героя приклеилось актёру и он использовал его как сценический псевдоним. Данный телесериал имел ошеломляющий успех у себя на родине в Мексике и его было решено поставить в качестве театральной постановки — дважды в 1983 году и полнометражного фильма в 1984 году.
Скончался 16 октября 1997 года в Мехико от цирроза печени.

## Фильмография

### Мексика

#### Телесериалы

##### Комедийные
- 1981-86 — Cachún cachún ra ra! — Джаггер (самая лучшая роль в карьере актёра; в титрах — Пепе Флорес).

##### Televisa
- 1979 — Богатые тоже плачут — Кике.
- 1980 — Неприкаянные сердца — Пепе.
- 1981 — Соледад — Начо.
- 1991 — Девчушки — Роландо.
- 1993 — Две женщины, одна судьба — Эмилиано.
- 1996 — Ты и я — Вильфредо Диас.

#### Фильмы
- 1984 — Cachun, Cachun, ra, ra!! — Джаггер (отдельная полнометражная версия телесериала).
- 1990 — Правосудие в одних руках
- 1991 — Кабеса де Вака (совм. с Испанией, США и Великобританией) — Малакоса.

### США

#### Телесериалы

##### Свыше 2-х сезонов
- 1972-97 — ABC Специально после школы (25 сезонов)

##### До 2-х сезонов
- 1984-86 — Безумный как лис (2 сезона) — Служащий.

### Филиппины
- 1972 — Душная камера (совм. с США) — Сержант Родригес.

## Театральные работы
- 1983 — Cachun, Cachun, ra, ra!! (одновременно в двух театрах) — Джаггер.